# Eduard von Hundelshausen
Eduard Justus Karl Ludwig von Hundelshausen (* 19. Juni 1826 in Kassel; † 24. Mai 1910 ebenda) war Rittmeister, Landeshauptmann und Abgeordneter des Provinziallandtages der preußischen Provinz Hessen-Nassau.

## Leben

### Herkunft und Familie
Eduard von Hundelshausen wurde als Sohn des Oberforstmeisters Moritz Ernst Friedrich Christian von Hundelshausen und dessen Gemahlin Amalie von Boyneburgk geboren. Er wuchs auf einem Rittergut in Friemen auf, wurde Rittmeister und heiratete am 18. Oktober 1852  Sophie von Eschwege (1827–1873), die 1856 den Sohn Moritz zur Welt brachte. Dieser war später Landrat im Kreis Pyrmont.

### Wirken
1875 erhielt Eduard als Abgeordneter der Ritterschaft ein Mandat für den Kurhessischen Kommunallandtag des Regierungsbezirks Kassel. Nach seinem vorübergehenden Ausscheiden aus dem Parlament im Jahre 1883 wurde er 1887 erneut Mitglied dieses Gremiums, das ihn aus seiner Mitte zum Abgeordneten des Provinziallandtages der Provinz Hessen-Nassau bestimmte. Er war der Vertreter des Landkreises Witzenhausen und Mitglied mehrerer Ausschüsse.
Der Provinziallandtag wählt ihn 1882 zum Landesdirektor. Damit war er der höchste Beamte in der Provinz Hessen-Nassau. Er blieb bis 1893 in dem Amt.  